# Woodland (Washington)
Pour les articles homonymes, voir Woodland.
Woodland est une ville située en limite des comtés de Cowlitz et de Clark, dans l'État de Washington, aux États-Unis,. Elle est incorporée en 1906.

## Démographie
Lors du recensement de 2010, la ville comptait une population de 5 509 habitants. Elle est estimée, le 1er juillet 2019, à 6 088 habitants.

### Source de la traduction
- (en) Cet article est partiellement ou en totalité issu de l’article de Wikipédia en anglais intitulé « Woodland, Washington » (voir la liste des auteurs).